# Hollandsche Buurtspoorwegen
De Hollandsche Buurtspoorwegen (HB) was een stoomtrambedrijf in het midden van Noord-Brabant. Het werd onder de naam S.A. Vicinaux Hollandais in 1895 te Brussel opgericht. In Nederland was het bekend onder de Nederlandse versie van de naam. Onder leiding van directeur Ed. de Thouars richtte men zich op het aanleggen en exploiteren van een aantal lijnen in en rond de Langstraat. In 1909 werd de heer A.E. Nijzink directeur en bleef dat tot aan de fusie in 1934. De heer Nijzink was al sinds 1898 Chef van Dienst bij de HB.

## Tramlijnen
Het bedrijf opende in 1896 de tramlijn 's-Hertogenbosch - Heusden en in 1897 de tramlijn Drunen - Besoyen. 
In 1898 nam de HB de exploitatie over van de in 1893 opgerichte N.V. Stoomtramweg Tilburg-Waalwijk (TW), een voortzetting van de N.V. Noord-Brabantsche Stoomtramweg-Maatschappij (NBSM), die opgericht was in 1881 en failliet gegaan was in 1893. Deze onderneming exploiteerde de tramlijn Tilburg - Waalwijk.
De onderneming had ook de tramlijn Tilburg - Turnhout in exploitatie.

## Trammaterieel HB
| Soort materieel                | Nummering                   | Bouwjaar         | Fabrikant                                         | Jaar laatste buiten dienststelling | Trekkracht |
| ------------------------------ | --------------------------- | ---------------- | ------------------------------------------------- | ---------------------------------- | --- |
| 2-assige stoomtramlocomotief   | 1-5                         | 1881-1882 (NBSM) | SLM, Winterthur                                   |                                    | 1170 |
| 2-assige stoomtramlocomotief   | 6                           | 1887 (TW)        | Backer & Rueb, Breda                              |                                    | 1310 |
| 2-assige stoomtramlocomotief   | 7-8                         | 1894-1895 (TW)   | Hanomag, Hannover-Linden (D)                      |                                    | 2070 |
| 3-assige stoomtramlocomotief   | 3, 5, 6, 12                 | 1896 (HB)        | Cockerill-Sambre, Seraing (B)                     |                                    | 2490 |
| 3-assige stoomtramlocomotief   | 9-11                        | 1899 (HB)        | Métallurgique, Tubeke                             |                                    | 2530 |
| 2-assige stoomtramlocomotief   | 1-2                         | 1907 (HB)        | Backer & Rueb, Breda                              |                                    | 2650 |
| 3-assige stoomtramlocomotief   | 4, 13                       | 1922 (HB)        | Forges Usines et Fonderies Haine-Saint-Pierre (B) |                                    | 3140 |
| Gesloten rijtuig 1e/2e klas    | NBSM/TW 1-2, later HB 20-21 | 1881             | Beijnes, Haarlem                                  |                                    | Uitgerust met "Gutta-percha" stootkussens. L.o.b. 10.330 mm. 30 zitplaatsen. Vanaf 1913: HB nr. 20-21.            |
| Gesloten rijtuig 2e klas       | NBSM/TW 3-5                 | 1881             | Beijnes, Haarlem                                  | 1913                               | Uitgerust met "Gutta-percha" stootkussens. L.o.b. 6045 mm. 22 zitplaatsen. Nr. 4 is in 1884 afgevoerd na ongeluk. |
| Gesloten rijtuig 2e klas       | NBSM/TW 6                   | 1882             | Gebr. J. van Delft, Tilburg/Besoyen.              |                                    | Uitgerust met "Gutta-percha" stootkussens. 22 zitplaatsen. In 1888 omgenummerd in PHE nummer 6.                   |
| Open rijtuig 1e/2e klas        | NBSM/TW 7-8                 | 1882             | Gebr. J. van Delft, Tilburg/Besoyen.              | 1913                               | Uitgerust met bladveren.                                                                                          |
| Gesloten rijtuig 1e/2e klas    | NBSM/TW 9, later HB 22      | 1882             | P. Herbrand & Comp., Köln-Ehrenfeld               |                                    | Uitgerust met bladveren. 36 zitplaatsen. Omgenummerd in 1913 in HB nummer 22.                                     |
| Gesloten rijtuig 1e klas       | HB 1-4                      | 1896             | Métallurgique Nijvel                              |                                    | L.o.b. 7.160 mm. 1-2 zijn in 1931 afgevoerd. 3-4 zijn in 1927 omgebouwd tot 2e klas.                              |
| Gesloten rijtuig 2e klas       | HB 5-12                     | 1896             | Métallurgique Nijvel                              |                                    | L.o.b. 7.160 mm. 2 rijtuigen in 1931 afgevoerd.                                                                   |
| Gesloten rijtuig 1e/2e klas    | HB 13-14                    | 1896             | Métallurgique Nijvel                              |                                    | Lo.b. 13.200 mm.                                                                                                  |
| Gesloten rijtuig 1e/2e klas    | HB 15                       | 1899             | Métallurgique Nijvel                              |                                    | |
| Gesloten rijtuig               | HB (16)                     | 1896             | Métallurgique Nijvel                              |                                    | Directierijtuig 1906.                                                                                             |
| Gesloten rijtuig 1e/2e klas    | HB 17-19                    | 1905             | Ateliers Germain, Monceau sur Sambre (B)          |                                    | |
| Gesloten rijtuig 1e/2e klas    | 23-25                       | 1922             | Métallurgique Nijvel                              |                                    | L.o.b. 11.940 mm. Zitplaatsen: 12 1e klas, 24 2e klas en 7 per balkon.                                            |
| Gesloten rijtuig 1e/2e klas    | 26-29                       | 1922             | Métallurgique Nijvel                              |                                    | L.o.b. 12.120 mm. Zitplaatsen: 12 1e klas, 30 2e klas en 7 per balkon.                                            |
| Gesloten goederenwagen type 5  | 1-7                         | 1896             | Métallurgique Nijvel                              |                                    | ex C1-7 (sinds 1906). Oorspronkelijk 8 wagens (één in 1908 afgevoerd).                                            |
| Gesloten goederenwagen type 5  | 8-10                        | 1881             | P. Herbrand & Comp., Köln-Ehrenfeld (D)           | 1922                               | Voorheen NBSM 1-3. Met postcompartiment.                                                                          |
| Open goederenwagen type 7      | 11-20                       | 1895             | Nijmeegsche Machine Fabriek (NMF)                 |                                    | Mogelijk ex TW.                                                                                                   |
| Open goederenwagen type 5      | 21-40                       | 1896             | Métallurgique Nijvel                              |                                    | ex E 21-40 (sinds 1902)                                                                                           |
| Open goederenwagen type 5      | 41-42                       | 1881             | P. Herbrand & Comp., Köln-Ehrenfeld (D)           | 1922                               | Oorspronkelijk open veewagen. Waarschijnlijk voorheen NBSM.                                                       |
| Open goederenwagen type 5      | 43-49                       | 1881             | P. Herbrand & Comp., Köln-Ehrenfeld (D)           |                                    | Oorspronkelijk 8 wagens. Eén in 1908 afgevoerd. Waarschijnlijk voorheen NBSM.                                     |
| Post-bagagewagen type 5        | 50-53                       | 1896             | Métallurgique Nijvel                              |                                    | ex D 11-14 (sinds 1902). L.o.b. 7140 mm. Stalen opbouw.                                                           |
| Gesloten goederenwagen type 10 | 60-69                       | 1922             | Métallurgique Nijvel                              |                                    | Radstand: 2000 mm                                                                                                 |
| Open goederenwagen type 10     | 70-79                       | 1922             | Ateliers Germain, Monceau sur Sambre (B)          |                                    | Enkele wagens hadden een remmershuisje                                                                            |
| Open goederenwagen type 10     | 80-89                       | 1923             | Ateliers Germain, Monceau sur Sambre (B)          |                                    | |
| Platte wagen type 20           | 90-91                       | 1904-1905        | Allan & Co., Rotterdam                            |                                    | ex F 1-2. Ex Fa. H. Bruyelle.                                                                                     |
| Gesloten veewagen type 10      | 100-109                     | 1924             | Métallurgique Nijvel                              |                                    | |

## Fusie tot BBA
In 1934 fuseerde de Hollandsche Buurtspoorwegen samen met de vijf andere grote stoomtrammaatschappijen, Stoomtramweg-Maatschappij Antwerpen - Bergen op Zoom - Tholen (ABT), Zuid-Nederlandsche Stoomtramweg-Maatschappij (ZNSM), Zuider Stoomtramweg-Maatschappij (ZSM), Tramweg-Maatschappij "De Meijerij" (TM) en NV Stoomtram 's-Hertogenbosch-Helmond-Veghel-Oss (HHVO), tot de Brabantse Buurtspoorwegen en Autodiensten die de exploitatie per tram geheel staakte en volledig overging op autobussen.
Hiertoe droeg de HB per juli 1935 het volgende materieel over aan de BBA: 13 locomotieven, 22 rijtuigen, 88 goederenwagens, 8 autobussen, 2 vrachtwagens en 6 vaartuigen. Tevens werd het tramnet met een lengte van 61,8 km overgedragen.